# 傳說的勇者的傳說
《傳說的勇者的傳說》是由鏡貴也所著的長篇輕小說，簡稱為「傳勇傳」，曾獲得第四屆日本龍皇杯的輕小說大賞，並由及繪製成多部不同的漫畫版作品。第4回日本輕小說指標大獎龍皇杯優勝作，系列銷售突破400萬冊。
2010年7月播放電視動畫，由ZEXCS製作，全24集。而《大傳說的勇者的傳說》是傳勇傳的續作小說（第二部）。

## 故事
傳說的勇者的傳說
故事發生在一個充斥著許多傳說的世界。
位於大陸南方的洛蘭德帝國，因為當權貴族的腐敗苛政導致帝國人民的生活苦不堪言。就在這個時候，革命發生了。成功革命的英雄王西昂命令的青年萊納與少女菲莉絲展開了尋找勇者遺物的冒險。
但是萊納是一個超級沒有幹勁的人，他最大的愛好是睡覺，夢想創造一個可以讓自己隨心所欲睡覺的世界。
在旅途中，他們不可避免的捲入了戰爭的漩渦，三個年輕人糾葛複雜的命運將會如何發展？ 萊納的瞳孔中所映出的世界又是怎樣的未來呢？
大傳說的勇者的傳說
西昂和萊納本來的目標是要建立一個理想的國家，創造一個每個人都能歡笑度日的世界...可是西昂變了...
萊納發現了西昂被不知名物體改變、侵蝕了，為了拯救西昂，萊納與菲莉絲一同離開洛蘭德尋找拯救的方法。
期間萊納遇見了過往的同伴、友人、仇敵甚至父母，漸漸地發現了自己的身世、使命。
而北方佳斯塔克的勇者王、南方洛蘭德的英雄王、西南方雷姆魯斯的神秘王的目的到底是什麼？一個關於惡魔王的故事就此開始。

## 人物介紹
動畫 / 廣播劇
萊納・龍特(萊納・琉特)（聲：福山潤 / 上田祐司）
本作主角。為一名魔眼－－『複寫眼』擁有者，黑髮黑眼，個子高瘦。本名為費爾那・龍特爾，出生在貴族龍特爾家。但是費爾那在五歲時複寫眼暴走了，他的父親龍拉為了把他從複寫眼的詛咒中解放，把「寂寞的惡魔」（萊納・艾利斯・利德）一分為二，並把「寂寞」（「解開所有公式者」）放入費爾那體內，便成為了「萊納」。
通過「女神」的契約，沒有五歲前的記憶。是個平常整天都在睡覺、沒什麼幹勁的人。魔法與體術，有著超越常人水準的技術，能夠瞬間撂倒一般暴徒。從小就在洛蘭德307號超精英設施生活。
曾經隸屬一個叫「隱成師」的特殊軍部組織，可當時他經常放棄任務、泄漏軍部極密情報，甚至反抗軍部高層、對貴族施以粗言、暴行。十三歲時把「隱成師」裡被譽為實力最強的超精英－克蘭特・克沃殺死，因而成為「洛蘭德最強的魔法師」。小說中與克勞、菲莉絲等人的實力相當，（沒暴走的情況下）
他不僅有因複寫眼持有者天生有的魔法才能，他對魔法的理解性也是相當強大。此外，對古語、古文以及密碼也相當擅長。在大傳勇傳中後期，擁有能夠解讀忘卻欠片的力量。
複寫眼持有者只要一暴走就不可能恢復理智，但是萊納卻可以回復到神智清醒的狀態。同時，一般複寫眼持有者暴走，只能殺掉數名魔法騎士，但是萊納卻能把一整個魔法騎士團，五十多名魔法騎士殺死，而且是單方面虐殺及瞬殺。
在傳勇傳中由於西昂的命令與菲利絲一同找尋勇者的遺物。關於詳細過程則是記述在總而言之傳勇傳當中。
在找尋遺物的一年間，發現西昂被什麼不明物體侵蝕,以及佳斯塔克的現身,讓他決心要與菲利絲找尋真實而離開洛蘭德。
在大傳勇傳中，與「反洛蘭德聯合軍」一同行動，經過一連串事件後，記起五歲前的記憶。
在與佳斯塔克一戰中，為了救菲莉絲，右手被理魯斬斷及複寫眼被奪取，(後因龍拉的幫助而取回右手)，在體內遇見了「解開所有公式者」，並把「解開所有公式者」吞噬了從而覺醒（覺醒後眼瞳的圖案為閃著七彩顏色的淚珠圖樣），和勇者王打得難分難解，最後在萊納犧牲了母親依露娜・龍特爾（當時是靈魂狀態）換取強大的力量消滅蓋爾菲克蘭德帝國超過一百萬軍人迫使佳斯塔克撤退後，萊納一行人才平安無事。
目前被人擁立為「反洛蘭德聯合軍」的君王，因為屠殺了蓋爾菲克蘭德帝國一百多萬人而被稱為「惡魔王」。
喜歡菲莉絲，在大傳勇十六集答應路西爾會選擇菲莉絲並保護她，而將他吃掉，承認沒有西昂和菲莉絲的世界會使他崩潰，倆人對他的重要性。
17卷向菲莉絲求婚，菲莉絲答應。
菲莉絲・艾利斯（聲：高垣彩陽/久川綾）
本作女主角。是個金髮碧眼，擁有毀滅天地面貌的女神。
為被稱為劍之一族艾利斯家的長女，持有一把裝飾樸素的大型長劍，能用肉眼看不到的速度直接將魔法斬斷。擁有比萊納更加強大的運動能力與速度。
那種強大是拜艾利斯家異常的戰鬥訓練所賜，抑或是天份關係（可是菲莉絲父母批評她完全不合格，沒有艾利斯一族應有的戰鬥能力，這應該是後天的努力）
艾利斯家直到這一代，為了保持血液純種、高尚，一直近親通婚，像菲莉絲的父母實則為兄妹關係。
有一個目前擔任艾利斯當家的哥哥以及天真無邪的妹妹。父母則在菲利絲十四歲時因為父母想強姦菲莉絲而被路西爾殺死。（當時她父母指她沒有艾利斯一族應有的戰鬥能力，想把她殺死，但因為菲莉絲媽媽多次生育不孕，為了艾利斯一族而欲強姦菲莉絲從而生下孩子）
由於年幼時的訓練，一直是目無表情地度過。不過由於與萊納的旅行，漸漸開始表露出感情。（動畫版的情緒起伏較大）
被萊納的爸爸龍拉打暈後，菲莉絲持有的劍被龍拉加入了能划破黑暗的力量「神喰」。（但菲莉絲卻以為是丸子神）
將西昂給他們的津貼全都花在最喜歡的丸子上，因此萊納為了生活費會打工。另一方面，非常討厭幽靈。屢次誇讚自己的美貌，不過會突然臉紅而停止。漫畫之中也有這種行為。
從尋找勇者的遺物的旅行回來洛蘭德一年後，救出被西昂拘禁的萊納後，決定與萊納一同從洛蘭德逃走。此後，與萊納一同於「反洛蘭德聯合軍」行動。
後期被萊納（實則為龍拉假裝萊納）告白，臉紅不已，可惜最後還是被菲莉絲發現他是龍拉。
把萊納的｢兇殘且變態(？)｣的事蹟發揚光大(？)的始作俑者。

### 洛蘭德帝國(羅蘭德帝國)（）
西昂・阿斯塔爾(席翁・阿斯塔爾)（聲：小野大輔 / 平川大輔）
銀髮金眼的美少年、是一個工作狂。為前任洛蘭德國王的妾室(平民)所生，受貴族所歧視，另一方面則受平民擁戴。因革命推翻前國王，而成為洛蘭德帝國的國王。
在洛蘭德王立軍事特殊學院時，是全級第一名的人，非常受全校同學擁戴。當時洛蘭德和鄰國艾斯塔布爾展開戰爭，西昂帶領全校同學到非戰鬥區域洛克薩努平原的邊境地區，卻遭艾斯塔布爾魔法騎士團埋伏（實為洛蘭德王子的陰謀），除了西昂、萊納和姬法外全員死亡。
因為把艾斯塔布爾魔法騎士團全員殺死，使艾斯塔布爾投降，被平民稱為英雄。（實則為萊納暴走所屠殺，這是軍部為了不讓人知道自己的國家養著複寫眼這一怪物）。
其後為了救國展開一連串革命，最後成功推翻前任洛蘭德國王，並進行一連串改革以使平民安居樂業。因為艾斯塔布爾戰績及為了平民而進行的革命，尊稱為「英雄王」。
成為國王前曾到艾利斯家最深處的房間，把「瘋狂勇者」的封印解開，成為了勇者，能夠操縱勇者的力量，但相對要承受「瘋狂勇者」的痛楚。在大傳勇傳中，根據圓命女神所言，西昂反過來將瘋狂勇者的力量漸漸吞噬殆盡。
為了拯救萊納而想將萊納殺死（萊納體內宿有「解開所有公式者」，而根據古老傳說「解開所有公式者」最後必定會被「瘋狂勇者」所吞噬，吞噬後「解開所有公式者」會永遠被痛苦折磨，為了萊納不被痛苦折磨而想殺死他），可最後還是不忍心下手殺死萊納；與他在後期分道揚鑣。
在大傳勇傳中統一了南大陸、蒐集了無數強大的忘卻欠片，目前正侵略中央大陸的雷姆魯斯帝國。
大傳勇傳後期，與萊納再度現身，但是西昂卻已經變了個人……
因路西爾的犧牲與萊納的努力，在大傳說中勇者的傳說的小說第16卷裡還能不被「勇者」侵蝕並保持意識七個月的時間，但七個月一過，世界將毀滅。目前因勇者的侵蝕，導致身體能力漸漸衰弱中。
路西爾・艾利斯（聲：杉田智和 / --）
菲莉絲的哥哥。為世代守護洛蘭德國王的劍道之族－艾利斯家的現任當家，目前守護著西昂。在菲莉絲十四歲時殺了父母將菲莉絲從地獄般的生活中解救出來。（他亦因父母死去而成為當家）
為了菲莉絲他放棄成為人。擁有比菲莉絲更強大的體術且與1000個惡魔交換了契約，吞噬過百之神、千之魔。能使忘卻欠片的攻擊無效化，即便是忘卻欠片的使用者也無法與之匹敵。
路西爾只能於洛蘭德的領土內或西昂身旁進行活動，原因未明，但換來的是可以看見洛蘭德所有正在發生的事和瞬間在洛蘭德的領土內或西昂旁邊出現，是個虛無縹緲的幽靈，亦因此物理攻擊對他完全無效。（路西爾曾說過他並無實體）
真正的名字為「レルクス・エリス」，幼時龍拉將「神喰」的咒法放入「レルクス・エリス」的頭內而成為「路西爾」。
其後，他將「女神」封住「惡魔」（艾利斯）的封印「ω」給吞噬，並將「惡魔」（艾利斯）給吞噬了，成為「編組所有公式者」路西爾・艾利斯。
為了使「瘋狂勇者」重現世間而操控每代洛蘭德國王，可惜國王都敵不過屍體的怨念，全數失去理智；最終選擇西昂成為勇者。
實力極強，在與龍拉一戰中為了不使當時仍為傀儡的西昂死亡及「瘋狂勇者」的屍體消失，而將能吞噬天地「神獸消去」的光芒砍裂。
雖然擁有極為強大的力量，但在大傳勇傳中，卻輕易被「圓命女神」釘起來。（這可能是因為他的本體還是人類，又或者是僅吞噬了一半的一切公式者的緣故）
為了使菲莉絲從惡魔的血液中解放，禁止萊納與她發生除同伴以外的關係。
大傳勇十六集正式承認萊納，給他看了兩種未來，並把妹妹託付給他後犧牲。
伊莉絲・艾利斯（聲：村田知沙 / --）
菲莉絲的妹妹。艾利斯家最小的女兒，雙馬尾的金髮美少女。性格天然明麗，非常喜歡姐姐菲莉絲，也喜歡吃丸子。
傳勇傳中替萊納和菲莉絲傳達資料給西昂（信鴿）。
大傳勇傳中跟隨萊納和菲莉絲逃離洛蘭德。
姬法・諾爾斯(琪法・諾爾茲)（聲：大浦冬華/ --）
紅髮紅眼的大美女。為人友善。喜歡萊納。有一個姐姐和妹妹。她是萊納和西昂在王立特殊學院的同學。她是艾斯塔布爾王國和洛蘭德王國的雙重間諜。
本是艾斯塔布爾派去洛蘭德的間諜，因為姐姐被殺，妹妹被洛蘭德捉為人質，成為了發布假訊息給艾斯塔布爾的雙重間諜。艾斯塔布爾投降後入獄，卻因為萊納而被釋放。
為了幫助萊納尋找複寫眼的秘密而在大陸各國旅行，期間遇見了佳斯塔克的勇者王，並找到了一些關於魔眼的資料（但量很少，佳斯塔克的人故意將書的關鍵部分撕掉）。
大傳勇傳中回到萊納身邊，與「反洛蘭德聯合軍」一同行動。被尼爾法軍領袖托亞烈暗戀。現與菲莉絲一起在萊納身邊，已經明確表達出對萊納的愛意（但並沒有被明顯的回應）
大傳勇十六集被萊納發卡。
蜜兒可・卡拉德（聲：藤田咲 / 金井美香）
有一張娃娃臉，喜歡甜食的天真少女。為圓命女神的轉生。和萊納一樣是在洛蘭德307號超精英設施出身，相信著和萊納小時候許下婚約的純情少女。
被卡拉德家族收養後，每天接受艱苦的訓練，後來被西昂任命為破忌者追擊部隊隊長，階級中尉，接受西昂的命令在國外追補萊納。
傳勇傳中發現了洛蘭德的黑暗一面，對西昂的做法抱有極大的疑惑。
大傳勇傳中曾覺醒為圓命女神。
大傳勇十六集被萊納發卡。
路克・史塔卡特(盧克)（聲：日野聰 / 森川智之）
從小生活在和洛蘭德307號超精英設施並駕齊驅的「艾米列爾私人兵團」。白髪高個，非常憎恨貴族，為人足智多謀、處事冷靜，除了蜜爾可小隊的人外不相信任何人。現任洛蘭德軍軍曹。
蜜兒可隊的副隊長。對蜜兒可抱持著父親的心情。西昂發動革命時候的戰友，是個做暗殺任務的天才。被西昂暗中命令抹殺暴走的萊納，以及回收被萊納遺漏的勇者的遺物（忘卻欠片）
持有忘卻欠片「拉傑爾之線」，路克把它用作戰鬥工具。其戰績極強，不會因對手的強大實力而恐懼，作戰時會利用一切敵人的心理、環境等因素。經常設下假陷阱使人墮入真陷阱。
雖然曾對萊納說過「真打的話會贏不了」這樣的話，但仍一度擊敗萊納。小的時候與克勞有過一面之緣。
在大傳勇傳中成為洛蘭德軍的先行部隊，潛入「レルムス帝国」(雷魯姆斯帝國)進行極密任務。
里雷・林克爾(利雷)（聲：岡本信彥 / 飯田利信）
蜜兒可隊的情報員。對情報整理相當有天分。
阿穆・貝拉里歐爾(穆)（聲：阿部敦 / --）
蜜兒可隊的隊員。為一名孤兒。與拉哈是兄弟。
拉哈・貝拉里歐爾（聲：小田久史 / 山口隆行）
蜜兒可隊的隊員。為一名孤兒，與阿穆是兄弟。
米勒・拉赫爾（聲：增谷康紀 / --）
西昂發動革命時候的戰友，西昂的輔佐官之一，現任洛蘭德軍少校。從小生活在「艾米列爾私人兵團」里。處理軍部事務，為「破戒者追擊部隊」最高負責人，蜜兒可追擊隊歸其管轄。
其實他絕對有能力升為元帥，可因為他認為「破戒者追擊部隊」能左右國家的命運而拒絕，因此在基層守護國家。
大傳勇傳裏升為元帥。
米蘭・弗洛瓦德（聲：諏訪部順一 / --）
西昂的輔佐官之一，有一頭黑色長髮和冰冷眼睛的美男子，為聖騎士米蘭的後裔。現任洛蘭德軍中校。認為西昂是對於自己來說最合適的王而為其效力。
為人陰險、處事冷靜，只要是最有效的方法什麼都會做，沒有好處的人會被肅清。認為萊納是妨礙西昂統一大陸的人而想將其殺死。
持有忘卻欠片「黒叡之戒」，其運用戒指的能力極高，魔法能力也極高。能夠壓制萊納與菲莉絲的聯手攻擊（但最後仍被萊納打敗）。
對洛蘭德統一有極大功勞，曾設下陷阱使洛蘭德腐敗的貴族墮入，無論善惡將貴族們（包括自己的父親）一併肅清，在此時遇見了理魯。
在運用戒指層面上來說與理魯實力不相伯仲，最後理魯使用殲滅眼結晶將米蘭逼入死路，幸得克勞相救才平安無事。後期曾偷襲史伊而使史伊進入半死狀態。
克勞・卡洛姆 (克勞烏・庫羅姆)（聲：伊丸岡篤 / --）
從小生活在「艾米列爾私人兵團」里，是「艾米列爾私人兵團」第八届的首席生。西昂發動革命時候的戰友，西昂的心腹之一，被人稱為「西昂的右手」。有著紅手指的克勞之稱的名將，經殲滅眼一事後被人稱為黑手指的死神。原為少將，因西昂及米蘭為了肅清貴族而挑釁他們把克勞升為元帥。幼時曾被殲滅眼持有者迪亞咬食右手手肘以下。經常跟貴族小姐鬼混，爛攤子交給卡爾尼收拾。因為在戰場上不知道何時會死亡，所以一直不認真談戀愛，不過後來卻愛上娜亞。為了使艾斯塔布爾的軍人加入洛蘭德軍，自願對當時在艾斯塔布爾被認為是複寫眼暴走的人作出鎮壓（實則為殲滅眼持有者迪亞），後來被迪亞把整個右手咬食，之後為了防止類似事件而用有強大力量的禁詛咒再生右手。小的時候與路克有過一面之緣。
在大傳勇傳中出征侵略尼爾法皇國，被西昂命令把尼爾法所有人，不論士兵、女人、小孩一併殺掉。
卡爾尼・凱威爾(卡爾奈)（聲：澤城美雪 / --）
從小生活在「艾米列爾私人兵團」里，是「艾米列爾私人兵團」第十五届的首席生。西昂發動革命時候的戰友，西昂的心腹之一，被人稱為「西昂的左手」。看上去金發碧眼纖細的男子。現任少將。克勞的後輩，稱克勞為前輩。卡爾尼本應能像克勞進入軍部成為精英，可當時他護衛的艾米列爾被克勞攻擊，卡爾尼不作任何抵抗，所以艾米列爾被克勞殺死，這任務失敗而當不了精英。（實為當時艾米列爾強行將卡爾尼所喜歡的麥蜜兒夫人據為己有，當此感到不爽）。
經常幫克勞收拾爛攤子。喜歡成熟女人，常和貴族的夫人鬼混。後來喜歡上艾絲莉娜，但一直故意與她保持距離。目前被雷姆魯斯帝國俘虜
艾絲莉娜・福克爾(埃斯莉納・佛柯爾)（聲：竹達彩奈 / --）
費歐爾的妹妹。一直為哥哥著想，很聰明，且性格堅強，也有著不輸給哥哥的事務處理和管理能力。在哥哥死後幫助西昂工作，住在卡爾尼家，喜歡卡爾尼。
費歐爾・福克爾(菲奧爾・佛柯爾)（聲：入野自由 / --）
艾絲莉娜的哥哥。起初為了解救被貴族擄走的妹妹而襲擊貴族的馬車，卻因為找錯下手對象而與馬車上的西昂相識並且借助西昂的力量找回妹妹。為了報答恩情而成為幫助西昂管事的助手，卻因為對西昂不滿的反叛貴族而慘遭毒手。生前留下來給妹妹的信件裡的內容可以看出費歐爾對於洛蘭德的新王西昂非常的信賴，且能在其身邊做事感到幸福。

### 尼爾法王國（）
托亞萊・尼爾法（聲：鈴木裕斗/ --）
尼爾法王國(ネルファ皇国)王グリード・ネルフィ之孫，由名愚昧的スターネル・ネルフィ的妾所生之子。他與其他情況相同的兄弟姐妹在城市的一個角落裡靜靜地生活。
溫柔關懷的好青年，受到兄弟姐妹和國民的愛護，上奏國王有關貴族的專制壓迫，是國民與國家溝通的橋樑。

### 艾斯塔布爾王國（）
娜亞・安(諾亞・安)（聲：高橋美佳子/ --）
原艾斯塔布爾的公主。艾斯塔布爾被洛蘭德吞併之後被自己的老師薩拉威爾利用，發動叛亂。在被弗洛瓦德殺害之際被克勞及時救出。後來作為救國英雄成為洛蘭德的貴族，喜歡克勞。

### 佳斯塔克帝國（）
雷法爾・艾迪亞（聲：中井和哉 / --）
佳斯塔克的國王。有著長且帶著卷度和些許桃色、色澤獨特的頭髮，銳利而充滿自信的眼睛。喜歡姬法。為人痛恨戰爭和屠殺，認為擊倒「女神」和「瘋狂勇者」是他的義務，因此命令歐魯拉三兄妹無差別殺害魔眼持有者和奪取魔眼的結晶。擁有一把只有艾迪亞一族才可以使用和一揮就可以消滅至少八十萬軍隊的忘却欠片「再生之劍（又翻格羅比爾）」，不過每次使用都會失去一種身體能力，目前失去了嗅覺、左眼、右腳和觸覺。被稱為獨眼的勇者王。在北方大陸長大，擁有大量魔眼和勇者遺物的知識。能夠和覺醒後的萊納（「解開所有公式者」）打成平手。
而在小說第八集「忘恩負義的失蹤者」中一個給姬法穿上高級禮服的佳斯塔克民村阿姨口中說的「迪亞家的兒子」  ，說的就是降服大國史特歐爾，已經快要將整個北方大陸盡納手中的佳斯塔克帝國國王，雷法爾・艾迪亞。不過，在這個村子裏，沒人稱他為國王。而是「艾迪亞家的小子」「艾迪亞家的少爺」「艾迪亞家的傻兒子」或者直接叫他的名字:雷法爾。這個國家的所有一切都是這個樣子……
裏格瓦茲・班特斯特（聲：羽多野渉 / --）
出生於佳斯塔克的名門望族，在家中是長男。因和雷法爾是青梅竹馬，所以常待在雷法爾身旁。雷法爾都用「裏茲」稱呼他。有著長度至肩的桃色頭髮，為佳斯塔克帝國魔法騎士團的指揮官（參謀）以及「雷法爾的右手」，是個實力跟頭腦都非常優秀的人才，目前實力不明。穿著和佳斯塔克的軍服不一樣，是以藍色為基調，像制服又像禮服的怪衣服。非常不認同雷法爾向姬法求婚，認為國王不該跟來路不明的女人搞曖昧。懷疑姬法是來自他國的暗殺者或間諜。在動畫19話中，打昏小珂並治療她。在小珂昏倒被抱起之後，史伊說出自己被萊納等人攻擊的同時，因警覺到姬法露出吃驚的眼神，而向雷法爾報告「那女人肯定知道萊納‧琉特這個人」而使得姬法被佳斯塔克的人關在牢內和酷刑拷問。
理魯・歐魯拉（聲：勝杏里 / --）
史伊和小珂的的哥哥。有著桃色的短頭髮。擁有忘卻欠片『來獸之戒』和『吃石』以及有大量魔眼的結晶。
潛入洛蘭德貴族里，在米蘭進行肅清行動時被發現，與其戰鬥。因當時不能使用魔法暴露自己隸屬的國家，而稍漸下風，最後使用殲滅眼結晶把米蘭逼入死路，其後使用來獸戒指偷襲西昂，可惜被路西爾消去來獸而撤退。
一直跟蹤萊納與迪亞到南大陸魔眼的大本營，本想把魔眼持有人一併結晶化奪取，可萊納把結晶化停止並破壞了結晶，因而最後只有一顆結晶(由其中一名在現場暴走的複寫眼持有者身上奪得，另一顆被萊納所破壞)，最後告知萊納，說萊納本人就是「解開所有公式者」。
大傳勇傳里在與萊納一行人的戰鬥中，成功奪取了萊納暴走後的複寫眼，也因此使萊納體內的「解開所有公式者」覺醒。
史伊・歐魯拉(斯伊)（聲：寺島拓篤 / --）
自稱不暢銷的小說家，珂的哥哥，佳斯塔克的刺客。有著桃色的頭髮。跟萊納他們的目的一樣是收集勇者的遺物，稱遺物為忘卻欠片。擁有忘卻欠片「埃雷米奧(艾列米歐之)梳」（后來被萊納複寫眼暴走時破壞）和插在東西上可以召喚龍的「多爾艾利之劍鱗」(其後被米蘭偷襲後並奪走，但原本是萊納無法處置而丟棄的遺物)。萊納最初遇到的佳斯塔克人之一，一度將萊納等人逼到死路，但卻因為讓萊納爆走而被瞬殺、失去一手。
在魯納以可可為人質要求萊納交出複寫眼持有者亞爾亞，並邀請萊納與菲莉絲加入佳斯塔克；與萊納交戰時，被米蘭偷襲而半死不活，幸得萊納保護，珂才能藉著鐮刀的力量將史伊帶回到佳斯塔克，最後在佳斯塔克的聖洞里治好傷勢。
珂・歐魯拉(酷舞)（聲：伊瀨茉莉也 / --）
史伊的妹妹，14歲的少女。有著桃色的長頭髮，萊納最初遇到的佳斯塔克人之一。看上去是個美少女，但是十分毒舌。佳斯塔克的刺客，擁有忘卻欠片『艾爾克洛諾之镰』，可以凍結所有東西、召喚出防禦的冰壁。使用鐮刀的時候連感情都會被凍結，從囉嗦的性格（動畫中較不明顯）變成沉默、沒有表情的性格，使用鐮刀時身體能力也有所提高。

### 蒼之公主（）
皮亞．巴利亞（琵亞・瓦利耶）（聲：-- / --）
水藍色長髮的少女。擁有「先天性魔導異常」的身體能力。和萊納、佩利亞為「潔爾梅‧克洛斯威爾訓練設施」的同學，比兩人的實力優秀許多。看不起弱者，發言非常自傲。現傭兵團「蒼之公主」的首領（女王），手上持有大量的「忘卻碎片」。一時被蓋爾菲克蘭德帝國僱用，不過因為得知佳斯塔克的大規模殺人兵器（格羅比爾，又稱再生之劍）和跟萊納相遇後就逃離了。
佩利亞・佩魯拉（聲：-- / --）
金髮的少年。「全結界」實驗的犧牲者，失去了五感但得到了可以廣域察覺任何狀態的「全結界」，可以聽到數十公尺外的人的耳語。現在跟佐拉是情敵關係。
佐拉・羅姆（聲：-- / --）
前羅蘭德的「隱成師」，在追殺身為破忌者出國的琵亞和佩利亞時為其著迷。在萊納兒時和他是勁敵的關係。後來加入了「蒼之公主」。擁有忘卻碎片「梅斯的斷殘」。擁有快速的詠唱能力、魔法改寫能力還有解讀力。

### 反洛蘭德聯合軍（）
貝歐伊斯．夫列魯（波依斯・飛雷爾）（聲：-- / --）
反洛蘭德聯合軍的元首。變態少年一個。耶特共和國最大規模詐欺組織「夫列魯一族」的總帥。
雷伊路加・雷代納（暫譯）（聲：-- / --）
　有茶色頭髮以及黑色眼瞳的美少女。
哈密特・波魯夫（暫譯）（聲：-- / --）
雷伊路加與波伊斯的親信，黑色長髮的女性士兵。

### 魯納帝國（）
艾娜．亞斯特（愛娜‧阿托絲）（聲：-- / 伊藤靜）
魯納帝國的公主，一頭綠髮。持有忘卻碎片「神獸消去」。但本人只把它當成美白用的首飾。
阿爾亞（聲：矢島晶子 / --）
出生在魯納帝國的複寫眼持有者。稱萊納與菲利絲老師。
不同於前述，在「大傳說勇者的傳說」中，出生地是尼爾法。
可可（聲：早見沙織 / --）
阿爾亞的青梅竹馬。
「大傳說的勇者的傳說」中，與阿爾亞逃出洛蘭德，對姬法自報姓名「阿爾亞的未婚夫（妻）」時讓她臉紅了。
阿爾亞父（聲：千葉一伸/ --）
阿爾亞的父親，已亡。

### 耶特共和國（）
夏尼・馬利貝爾
原耶特共和國的專科學校「波尼特學院」的講師，以招募多種人才為由，設立「夏尼勇者養成講座」的課程，後拐騙學生成立勇者組（也可以說是夏尼的後宮）。
「勇者組」創辦者，長相端正，造型卻五顏六色，令人無法恭維，自以為救世主的凡特西，據說是只喜歡十四歲以下女童的蘿莉控。
實為「飛雷爾一族」所培訓的人才，為組織管理能力以及人心操作能力兩方面的專家。在「飛雷爾一族」前任首領的交代下，與波依斯一同管理組織，後來脫離「飛雷爾一族」，成立勇者組。
梅露露
「勇者組」成員，黑瞳粉紅捲髮的少女，自稱魔法少女科第一期生「普里切‧梅露露」。裝扮怪異。
蕾莎
被丈夫強逼，被迫成為妓女。原要撘訕萊納，卻在菲利絲造的謠言的影響下，決定重新生活，並把兇殘變態萊納（？）的事蹟代代相傳。
博納爾
酒店店主。
波卡斯
貝歐伊斯．夫列魯(見反洛蘭德聯合軍)的手下,有著怪力的高大肌肉男。
艾絲特拉．夫列魯（艾絲蒂菈・飛雷爾）
耶特共和國屬一屬二的詐騙組織「聖女艾絲特拉信奉會」的首領，貝歐伊斯的姐姐，總是巫女打扮和自稱「妾身」以及對人稱「汝」，其美貌為與菲利斯伯仲之間的絕世美人，總是與菲利斯爭奪究竟誰最美，還把萊納拖下水。一開始自稱貝斯魯德山上的女神，並且以魔法詐騙貢品，後被萊納以及菲利絲破解，在這之後又自稱海神的女兒，並搞了個用魔法機關製成的龍，結果被暈船的菲利斯搞的面目全非。
貝爾斯玻・飛雷爾
一名有相當年紀的老婆婆，波依斯以及艾絲蒂菈的奶奶，曾被艾絲蒂菈埋在土裡。曾把反抗飛雷爾一族的人依次消滅，被譽為傳說中的魔獸（菲利絲判定實力大概在路西爾的等級），持有只有「飛雷爾一族」正統繼承人才有的「薩斯之書」（記載著能從虛無中創造黃金的詐欺書）。

### 雷姆魯斯帝國（）
原本是一個名為貝伊歐魯聖國的宗教國家，在半年內內部發生了異變，成為雷姆魯斯帝國。
雷姆魯斯．雷姆魯多．亞可艾多（レムルス・レムルド・アークエド）
雷姆魯斯帝國之王。取代了原本的貝伊歐魯聖國，建立雷姆魯斯帝國的英雄。從空中的裂縫出現，短短3年成長為20多歲的外表，並且成為了貝伊歐魯聖國國王，然後該國的人民認為應將國名改為神之子的名字，將國名變更為雷姆魯斯帝國。雷姆魯斯用咒術（貌似不是魔法和忘卻欠片）控制雷姆魯斯帝國的人民，並宣稱雷姆魯斯帝國是被神選中的國家。
雖然被稱為神之子，實際上是女神稱為「伏行神」的古神。能操縱強力的咒術，但其力量與女神相比卻又極其貧弱，被女神們完全當個笑話在看。
外表和人很接近，像是頭的地方則有七隻眼睛、身體長著八隻手臂。擁有大量神秘的忘卻欠片，對瘋狂勇者的事情相當了解。
與幾乎統一南大陸的羅蘭德同盟，但很快就撕破約定，搶奪其一部分領土，偷襲羅蘭德剛搶奪的烏路德民管區，並將羅蘭德的卡爾尼活捉。而且以偽裝成卡爾尼的手下暗殺西昂但失敗。在裡世界以分身與西昂和路西爾對戰時，用咒術便使路西爾變得無法動彈。
根據未來眼保持者「エーネ」的說法，為了將「女神」「司祭」「勇者」通通殺光，他一直計畫取得「悪魔」。讓龍拉的兒子成為複寫眼保持者，並且對龍拉施咒操控，使他的兒子進一步變成「解開所有公式者」。對龍拉施放的詛咒並非針對龍拉，而是為了詛咒萊納，獲得短暫蒙蔽他眼的機會。並利用這個機會化成西昂的外表，成功欺騙萊納並綁架他。
在第八卷偷襲萊納，並對世界宣稱他成為了勝者。
（曾使用特殊的魔法阻止神對世界的控制ㄧ年，但三個月就失敗了，最後被擁有完整力量的萊納加強）

### 蓋爾菲克蘭德帝國（）
位於中央大陸的東北部。中央大陸三大國之一，擁有城堡的數目是洛蘭德（ローランド）的四倍以上，與南下的佳斯塔克（ガスターク）戰爭損失數十萬士兵而國王グラフド・エブルルド亦戰死。
主要商業城市スフェルランス被スフェルイェット民国奪去。
因失去國王帝国目前陷入前所未有的混亂。無可避免的被北面的佳斯塔克（ガスターク），南面的洛蘭德（ローランド），西面的埃爾特利亞（エルトリア）及雷姆魯斯（レムルス）四國入侵。

### 其他
龍拉・龍特爾（聲：小山力也/ --）
萊納的父親與依露娜的丈夫，是洛蘭德公爵。其家族被稱呼為「概括魔法的龍特爾家」，與艾利斯家並列的大貴族。現在洛蘭德大體上全部魔法都是由他創造，魔導學者的男人，被洛蘭德貴族和魔導學者們稱作「瘋狂的貴族」。
他的身體，肉體甚至連靈魂全部都被魔法化，就跟路西爾一樣，幾乎沒有實體，物理上的攻擊完全對他無效。且他可自由改變外觀年齡，還可以改變自我。
就算不使用魔法陣或咒文，戰鬥能力也極高，幼年時和菲莉絲有同樣的對待，對於洛蘭德的貴族感到相當大的疑問。因為肉體被魔法化緣故，吃魔力（金色精靈）的「殲滅眼持有者」對他來說就像是天敵般的存在(儘管如此一、二人還是敵不過)。
年輕的時候對魔術以外的東西沒有興趣,不過，19歲的時候在某村偶然遇見了依露娜・拉斯維爾，龍拉對她一見鍾情（初戀），最後，與拼命反對的父母切斷關係後和她結婚。
為了拯救作為複寫眼持有者出生的兒子－費爾那，對魔法徹夜埋頭研究的結果，就是發現了「司祭」、「女神」、「勇者」、「惡魔」的存在及世界的外側。
並將「寂寞的惡魔」（萊納・艾利斯・利德）一分為二，一半「寂寞」（萊納）放入費爾那體內，另一半將「神喰」的咒法放入レルクス・エリス的頭中成為「路西爾」。並且，為了從女神的詛咒封印「α」中保護萊納，將依露娜魔法化連同「亞特法爾的詛咒」放入萊納體中。
當蓋爾菲克蘭德和佳斯塔克的戰爭結束後，和取回了意識的萊納再見。告訴自己的秘密和他母親死亡的真相，對菲莉絲，給予了她的劍跟她哥哥一樣「神喰い」力量的事，並希望她運用那個力量保護萊納。緊接之後從迪亞的襲擊中逃脫，並拜訪他們的首領—未來眼保持者「エーネ」所在的地方，並從其口中得悉自己被既非「祭司」又非「女神」亦非「勇者」的異形操縱的事。
依露娜・龍特爾（聲：儀武ゆう子 / --）
萊納的母親與龍拉的妻子。舊姓為拉斯維爾，與龍拉結婚前只是個普通的村民。擁有一把黑色而秀麗的長髮，經常被村里的男性告白，可惜一一被她拒絕。
在得悉自己的兒子費爾那(萊納)為複寫眼持有者時認為是自己血統的緣故企圖與他一同自盡。後來為了守護兒子而打破與「女神」的契約，成為「亞特法爾的詛咒」以抑制萊納體內的「α」，並在萊納作為「解開所有公式者」覺醒，使用其力量時自願成為祭品而亡。

### 神之眼
迪亞·盧米布爾 (緹亞)（聲:櫻井孝宏 / --）
擁有魔眼中的"殲滅眼"，外表像一般青年一樣有著黑色的瞳孔和黑髮，平時身穿黑色大衣為打扮，自稱是[神之眼]的成員。
殲滅眼能力可以讓他吞噬一切魔法或吃人來回復體力或再生，且發動殲滅眼的時候可以獲得超越人類肉眼無法追上的速度及戰鬥能力。
過去與克勞有一段因緣，曾經將克勞所率領的軍隊完全摧殘並放過克勞一命，事隔幾年再次相遇也以壓倒性的力量擊敗克勞並且把他的右手腕給瞬間砍下在以魔眼的能力把手腕以及附在上面的強大魔力給吞噬下去獲得力量的提升，並表現出對於當年沒殺死克勞這件事情感到非常的高興。
非常憎恨佳斯塔克的人，過去與神之眼的一夥人遭受到歐魯拉兄妹三人的追殺，佳斯塔克的目的就是為了獲得魔眼的結晶因此對有著大量魔眼的神之眼下毒手，雖然迪亞挺身保護夥伴卻還是敵不過大量的忘卻欠片身負重傷，最後近三十多名同伴死亡讓迪亞憤怒的感到懷疑神之眼的夥伴跟佳斯塔克的人誰才是真正的怪物。
在神之眼的據點裡照顧年幼的魔眼持有者同時保護他們不受人類的迫害，對於所有神之眼的同伴們都非常的關心且愛護。
拉夫拉（聲:KENN/--）
發現了萊納的夢置眼持有者，內心以及外貌都是善良、溫和的少年，被年幼的魔眼持有者所信賴。拉夫拉通過窺探萊納的夢境而獲知了他的經歷，也了解到他的善良，希望他能拯救魔眼持有者們。因為萊納的請求所以沒有告訴迪亞有關阿爾亞的事情，最終死於理魯之手。

## 魔法
傳勇傳的世界即是常見的劍與魔法的世界，但在魔法這方面，與一般的設定有所不同。全大陸各國的魔法形式完全不同，雖說理論基礎是相同的，但啟動方法和構成、術式都不一樣，所以多數人終其一生也只能夠掌握自己國家的魔法。
而複寫眼持有者則可以毫無阻礙的學會所有魔法——在有一定基礎的前提下。而關於使用魔法的基礎，是因為在這個世界的大氣中存在著看上去金光閃閃的輕飄飄的，究竟是什麼尚不得而知的，被研究者稱為“精靈”的東西。而按照特定法則可以對這些精靈下命令並進行各種排列，進而形成多種多樣的現象，即魔法。使用魔法在普通人看來就是在空中描繪出特定的東西，而在會使用魔法的人來看，手指會帶動宛如掩蓋住世界一切事物似的存在著的氣流、金色的粒子，精密地改變其排列方式。一般人是看不到這種精靈的，想要使用魔法首先要進行約一年以上的類似冥想的修行，喚醒大腦的某些部分。
而復寫眼持有者因為這雙特殊的眼睛可以直接跳過這一步，在其後的學習中也要比一般修習者快上數倍。魔法的強度取決於在腦海中構造想像的強度和對精靈排列方式的控制力，因此豐富的經驗對提升魔法威力有很大幫助。而由於精靈排列的方式無窮無盡，所以只要了解了魔法的產生原理，就可以做到即興製造新魔法。威力上或許不如現有魔法，但在可以製造出所需要的效果這一點上，是很方便的。一個國家的魔法體系是該國的最高機密之一，因為如果被他國知道了自己國家魔法的秘密，可以說戰力、國力，所有的一切都被他國知道了也不為過。如此就很容易遭受戰爭，甚至滅國。所以習得了一個國家魔法的人將會被禁止私自離開該國，而無故出走或逃亡者被稱為“破戒”。首先會有國境守備隊對其進行阻攔，即使成功逃到國外，也會有專門的“破戒”追擊部隊將其抓捕或者抹殺。而本作中因為西昂故意為之，萊納出國尋找勇者遺物的時候就被當成“破戒”而受到了追捕

## 用語
魔眼   （まがん）
持有者眼中會浮現紅色印記，分為複寫眼、殲滅眼、夢置眼、怨嗟眼、未来眼總共5種類。現在只剩怨嗟眼尚未登場。
以迪亞為主的魔眼持有者們稱魔眼為「神之眼」。
殲滅眼、怨嗟眼這兩種魔眼持有者由於能力覺醒非常早，所以一開始就會遭到周圍人們的迫害等，不會融入到社會當中，而複寫眼、夢置眼、未來眼一般情況下不會被察覺，所以持有者通常會至少在人類社會中度過數年的時光。此外，這三種魔眼持有者聽不到所謂“神”的聲音。不過萊納並非單純的複寫眼持有者所以是例外。
複寫眼   （アルファ・スティグマ）
發動時瞳孔中會顯現朱紅色的五芒星。能夠讀取眼前所見空間中存在的魔力和正在展開的魔法的構成，看過一次的魔法即使是他國魔法也能自由使用。開眼時期在五、六歲左右。精神受到強烈刺激將會導致暴走，破壞周遭一切。因此複寫眼的持有者被認為是擁有肆意破壞力量的怪物，帝國的法律規定擁有複寫眼的小孩一旦發現必須被送往軍方。通常，暴走的持有者將無法再次恢復正常。但是在完全暴走前，仍處於大吼或者哄笑等不穩定情緒時，由第三者使其失去意識的話，能夠停止暴走。不過作品中這種情況非常罕見，僅有兩次。萊納是唯一能夠靠自己從暴走中恢復的例外存在。暴走狀態與通常的複寫眼持有者也不同。並且他在暴走狀態下只要由第三者讓他閉上眼睛，也能自動恢復神智。由萊納與阿爾亞的情況來看，其他持有者的暴走都是因為軍方的實驗有意圖的給予精神刺激而造成的。平時的複寫眼不能被破壞或挖出，暴走時會結晶化，在結晶化時能夠被挖出。無法從暴走中復原的複寫眼是因為他們是α的眼睛複製品，這一點可以可以從α身上浮現了無數紅色的五方星中看出:  魔眼中第4強
殲滅眼   （イーノ・ドゥーエ）
發動時瞳孔會出現紅色的十字，藉由吸收被認為是在這個世界的魔力的流動，或精靈的東西獲得超人的體質。可直接吃魔法，或人的肉體得到力量，來大幅提高自己的身體能力和快速治療傷勢（即使接近致命傷），某些情況下移動速度甚至快到近似瞬間移動。也可從空間直接吸收精靈得到力量但取得的力量也少。因為瞳孔無意識吸收了空間的精靈，不能順利的完成魔法的構成，無法使用魔術。遵從由天上傳下來的聲音從胎內咬死母親產生。
因此，殲滅眼保持者迪亞對吃人的事沒有罪惡感。一般認為其他的殲滅眼和迪亞也有同樣的傾向。理魯與弗洛瓦德戰鬥時使用的殲滅眼結晶是藍色的寶石，在藍色火焰限定的範圍內將一切消滅殆盡。
最強的魔眼
夢置眼   （エブラ・クリプト）
發動時瞳孔會出現縱列的兩個紅點，睡眠的時候可以看到別人的夢。由於能力的性質，在某個正在全世界聚集魔眼持有者的組織中（該組織將“魔眼”稱為“神之眼”），夢置眼持有者負責尋找世界各地的其他魔眼持有者。通過不斷窺探他人的夢境來尋找相關情報，一旦發現有用的信息就傾盡全力窺探周邊地區的夢，最後派出人手將目標拉為夥伴。
魔眼中第3強
怨嗟眼   （ウィルノ・ヘイム）
第2強的魔眼，能力為詛咒系。其持有者和殲滅眼的同樣會聽到“神”的聲音，開眼的時期是出生後兩個月。
未来眼   （トーチ・カース）
發動時會出現鳥打算起飛的動作的朱紅色圖樣呈現在瞳孔上，能看未來的景色。但那個未來並不一定是持有者自己所期盼的東西顯現出來。
使用未來眼的力量將會停止身體的成長。力量使用得越多，眼睛跟頭髮的顏色越會染上紫色，最終會導致現實中的視力喪失。另外，當持有者發動未来眼的能力時其壽命會被削減。
"神之眼"的盟主是未來眼的持有者。
最弱的魔眼
忘卻欠片（ルール・フラグメ） 忘卻神器（ルール・フアジール）
在傳勇傳世界的歷史中，曾經多次存在著擁有足以顛覆整個世界，威力強大而被稱為魔王或者惡魔、邪神的人們；也存在著擁有凌駕這些魔王之上的戰鬥能力的，傳說中被稱為勇者或光之騎士等的人類戰士——至少根據多本史書的記載是這樣的。既有魔法能力幾近超乎人類想像，強大到足以毀滅世界的魔王，又有能夠殲滅這些魔王的勇者。那麼問題就出現了。姑且假設魔王確實存在過，那麼能夠打到他們的人類到底是什麼來歷？能夠憑藉一己之力殲滅掉連軍隊，甚至國家都無法匹敵的怪物，究竟是如何辦到的？根據萊納入獄兩年來所做的研究，世界各地都散佈著這樣的傳說，雖然傳說本身已經多數不被認真對待，記載著魔王力量的文件也從未被發現，但人們卻找到了記載著“勇者”所使用的武器的藏匿地點的文獻。他所要表達的，即是去尋找這些強大勇者的遺物作為武器，並尋找其他的稀奇力量，從而使戰爭能夠在發生之前就被終結。因為超乎想像的力量確實存在，和艾斯塔布爾魔法騎士團一戰中萊納的複寫眼所產生的變化就是例證。而下面這些，萊納和菲莉絲的旅途中，所發現、遭遇的勇者遺物，當然，也有他們沒有遇到過卻在小說裡有所描述的（忘卻欠片為佳斯塔克帝國對勇者遺物的稱呼，恐怕也應該是其真正的名字）。
艾爾克洛諾之镰   (アイルクローノの鎌)
為鐮刀的形狀。為珂所持有。能飛躍性地提高持有者的身體素質。同時，有凍結碰到刃的東西的能力。可是，使用的期間會有連感情也被凍結這樣的副作用。
埃雷米奧之梳   (エレミーオの櫛)
為梳子的形狀。為史伊所持有。通過向對方揮舞產生強烈的衝擊波外，更可以將魔法無效化。作為對付暴走的複寫眼持有者放出的破壞的五芒星的而被使用,不過，對暴走的萊納放出的五芒星沒有效果反而被破壞了。
多爾艾利之劍鱗   （ドルエリの剣鱗）
為短劍的形狀。為史伊所持有。插在普通物件上會生出龍，而插在人體的話該部份會龍化，並會長出龍頭。能按照持有者的意願用火燒盡一切。在米蘭襲擊史伊後掉落，由米蘭所回收交給西昂。
黒叡之戒   (黒叡の指輪)
黒色的戒指。為米蘭所持有。能產生出有實質的獸的身姿的影子並操縱。由於能連接「影子」的事，被砍掉了的手臂也能貼上。
來獸之戒   (來獣の指輪)
金色的戒指。理魯所持有。能產生出有實質的光之獸。有著跟黑睿之戒同等的力量。神基於的體質的人以外不能使用。
再生之劍(格羅比爾)   (再生の剣（グロウヴィル）)
為雷法爾所持有。必須承擔失去身體的一部分這樣的高的風險才能使出極為巨大的威力。行使力量的時候能聽見跟萊納暴走時一樣從天空象落下一樣的聲音。不過，與萊納的聲音不同是較為莊嚴會使人產生畏懼的聲音。
「司祭」從世界外側「埃雷爾（エレル(ereru)）」帶來的力量。使用佳斯塔克大陸的數萬人的生命被做(製作)了。只選了的雷法爾・艾迪亞(現今佳斯塔克的王雷法爾)的血統，艾迪亞家的人才能使用司祭的聖劍。雖然被封印在聖洞，不過雷法爾為了殺死「女神」、「勇者」而使之復活了。
吃石(supankueru)   (石喰い（スパンクエル）)
理魯所持有。具體的效果不明,不過，能挖出魔眼持有者的眼球，也能切斷低位的忘卻欠片「拉傑爾之線」的線。
拉傑爾之線   (ラッツェルの糸)
針的形狀。路克所持。能無限生出難以砍斷的細線肉眼難以察覺。原來是好像用來方便縫紉的工具路克把它作為武器使用著。
次元之龍   (次元の龍)
能實現持有者的願望，尋求世界破滅與絕望的黑色使役（つがい）的黑水晶。傳說它能夠跟持有者對話，尋找持有者內心的弱點，用黑暗吞噬弱點並取代持有者。其黑暗在佳斯塔克的聖洞內增幅，使它以黑龍的姿態覺醒，成為能夠毀滅和吞噬一切世界、次元的巨大黑暗之龍。是比得上再生之劍(格羅比爾)威力的極為強而有力的忘卻欠片。持有者只能是男性。如果持有者擁有邪惡之心的話，便會化身為破滅之龍。不會龍化的方法有兩個，一是持有者死去，二是不存在黑暗慾望的人。現在持有者的願望是希望能得到朋友的純粹之心，因此他沒有龍化為破滅之龍而保持人類的身份，不過即使沒有龍化也擁有一定程度的力量。
梅諾斯的決斷殘留   (メノスの断残)
為人偶的形狀。能產生燒盡全部事物的黑色火焰橫砍三座城還綽綽有餘的威力。
亞特法爾的詛咒 (アートファールの呪詛)
外觀近似刀子，內部封有低級神明亞特法爾的詛咒之力。龍拉・龍特爾為了讓萊納看見門扉而使用，詳細的效果尚不明確。
神獸消去   (シプアムス）
藍色的項鍊。神給魯納王國的公主的魔法護符。能吸收周圍的光並產生巨大閃電。能使一兩座山瞬間消失。
魔獸消去   （エルアムス）
紅色的項鍊。跟神獸消滅者擁有相同效果的忘卻欠片。破壞的規模比神獸消去小，但仍然擁有能一次奪走成千上萬人命的威力。
寄神蟲   （ユーロス・エルマ）
擁有不停閃爍七色熒光的小蟲群，當有成千上萬的數量時能將魔獸消去的光芒吞噬殆盡。
死之轉移   （デルニオ）
治癒的忘卻欠片。使用的時候需要支付與治療相當的代價（人血），代價與傷口的程度成正比。除了即死以外的傷大部分都能瞬間治愈好。
面具
確切名字不明，外觀為白底紅黑花紋的面具，據說能夠看到未來。其實是為了拷問或是殺人的道具，能將心靈內部的疤痕膨脹，如果不想死去，情形會越嚴重，相對的，如果不想活了，情形便能停止。已被菲莉斯劈毀。
所有公式者
為遠古時代在大陸南方的盡頭住的《寂寞的惡魔》(萊納・艾利斯・利德)。即使是創造一切法則的司祭們也沒有製造它的記憶，甚至無法理解他的存在。在「古老傳說」中，不小心跟「瘋狂的勇者」一起被「女神」封印在了南大陸。後來被龍拉分成《寂寞》（萊納）和《惡魔》（艾莉斯）這兩個部分，當中《寂寞》由龍拉注入費爾那（萊納・龍特）體內，而《惡魔》則被路西爾所吞噬。
解開所有公式者（萊納・利德）（ライナ・リード）
別名《寂寞》(萊納)。《寂寞的惡魔》(萊納・艾利斯・利德)的半身。根據傳說被《瘋狂的勇者》吞噬。
現在被龍拉注入在他的兒子體內，後來被萊納吞噬。既是「祭品」又是「鑰匙」。在萊納的身體裡初次相遇的時候，以穿著小丑模樣的衣服，左眼下方有淚珠型的刺青形象登場。能夠解析複寫眼無法解析的忘卻欠片，要是用萊納重要的人的性命來交換的話，能獲得和再生之劍(格羅比爾)相當的力量。萊納被理魯挖出複寫眼而覺醒後，以萊納媽媽的性命來換取該力量消滅了超過一百萬人規模的佳斯塔克帝國軍隊。
編組所有公式者（艾利斯・利德）（エリス・リード）
別名《惡魔》（艾利斯）。或劍聖艾利斯·利德。《寂寞的惡魔》(萊納・艾利斯・利德)另一半的。根據傳說被《瘋狂的勇者》吞噬，給予《瘋狂的勇者》創造“類人α”的能力。
在艾利斯家地下被封印，對接近的人帶來超絕想像的痛苦。艾利斯家的後嗣必須在一定年齡後去會見《惡魔》，並且要在那裡生活一段日子。艾利斯家裡人全部繼承著《惡魔》的血。
後來被龍拉移植了《神喰い》的路西爾(レルクス)吞噬了。
瘋狂的勇者（阿斯塔爾・洛蘭德）（アスルード・ローランド）
洛蘭德王族的始祖。也稱為瘋狂的黑色英雄。有一說其很久以前把女神全部殺光之後一度毀滅了世界。然而根據圓命女神的說法，勇者是為了減少女神數量而創造的存在。是吞噬「解開所有公式者」的真理。被吞噬的「解開所有公式者」將永遠被地獄般的痛苦所折磨。現在的勇者是西昂‧阿斯塔爾。
其真面目為司祭創造出的女神變異體，像是女神專屬疏苗程式一樣的存在。當女神增加到一定數量，其中一名女神就會轉變成勇者，並減少女神的數量。當女神降低到一定數量時，就會誕生比勇者更強大的女神，將勇者殺死或放逐到異空間。但是有一天被放逐異空間的勇者遇見了「寂寞的惡魔」，誕生出魔法「人類α」。
此外，勇者不存在感情，雷姆魯斯曾說勇者是除了「想破壞一切、無論什麼都想破壞、殺光所有人」其他話都不會說的傢伙。認識雷姆魯斯，似乎很討厭自卑的對方。
屍體被安置在艾利斯家的最裡頭，是使艾利斯家充斥違和感與虛無感的發生源。放置的地方是個灰色的狹小房間，屍體被從天花板垂下的鎖鏈鎖著，全身包著泛有藍白色光芒的深黑色斗篷，臉上戴著右邊臉在笑而左邊臉在哭的面具，而面具則被純紅刀身的Ω貫穿至頭部。洛蘭德王族在15歲後必須到達屍體放置地方接受考驗。只有能進到最深處的人才能成為王，不過，如果在試驗中突破自己的界限而繼續向前進則會失去理智。屍體被「女神」的詛咒而封印。西昂拔出Ω讓他從女神的詛咒裡得到解放並且取代了他的身份。取代勇者的身份也意味著將一併繼承那永遠會使人發狂的痛楚。西昂的兄弟們和父親都十分容易敗給那痛楚而喪失理性成為了怪物。前代阿斯塔爾王也是因此成為昏暴之君，洛蘭德王國發狂發瘋的始作俑者。
α
為了消滅「解開所有公式者」的詛咒。被萊納的媽媽依露娜・龍特爾壓抑，不過，在萊納覺醒成「解開所有公式者」的時候逃出，以像巨大蜘蛛一樣的身姿實質化，全身像血般朱紅，頭上浮現有無數更為鮮豔的朱紅色五方星，打算殺死萊納，但根本不是覺醒後的萊納的對手，瞬間被秒殺。
再者，萊納的複寫眼暴走時從天空下的神秘的聲音的原形是這個「α」，嚴格來說的話，這並不是複寫眼的暴走，而是奪取了萊納意識的「α」使用「解開所有公式者」的力量在暴動。
ω
為了消滅「編組所有公式者」的詛咒。跟α一樣的存在、不過，後來被路西爾·艾利斯反過來吞噬了。
女神
企圖將全世界侵蝕並使之崩潰的存在，將阿斯塔爾・洛蘭德封印在南方地區，居住在中央大陸西部的永久沙漠地區的旁邊。女神有根據力量衰弱的程度，外表更加醜陋的傾向，直至現時為止作中已登場的女神們幾乎全部都有着異常醜陋的相貌。路西爾曾說女神這個稱呼無關性別，似乎是泛指「神喪失理性」這樣的存在。
神之聲

鑰匙

門

司祭
自世界外側出現的存在。全部的黑幕。創造了「第一個」雷法爾‧艾迪亞以及再生之劍之後，離開了這個世界。
既對龍拉給予協助，亦給予佳斯塔克「忘卻欠片」以及讓路西爾與一千個惡魔訂立契約。雖然是製作了這個世界的結構的存在，不過對不包含在內的「惡魔」萊納・艾利斯・利德一直保持警戒。
埃雷爾（エレル）
世界的外側。這個世界真理的外側。
司祭、還有作為「第一個」雷法爾‧艾蒂爾，以及與他生下孩子的桃色頭髮少女都是從埃雷爾出現的。再生之劍也是從埃雷爾得來的。
圓命女神
長著跟蜜兒可‧卡拉德同樣臉孔，擁有七色光輝的長髮，美麗瞳孔的「女神」。
跟其他「女神」不同的是，她是「瘋狂的勇者」以及「所有公式者」的同伴。
力量雖然不及「所有公式者」，但是能夠將吞噬了百之神、千之惡魔的路西爾打倒在地。轉生後成為「瘋狂的勇者」無法攻擊的存在，在轉生時進行了讓勇者不會對自己出手的操作。轉生後成為蜜兒可‧卡拉德。雖說是女神，轉生後的人格也是確實存在的。

## 輕小說
- 長篇第一部《傳說的勇者的傳說》

| 集數 | 日文標題 | 中文標題           | 富士見Fantasia文庫 | 富士見Fantasia文庫     | 奇幻基地       | 奇幻基地               |
| 集數 | 日文標題 | 中文標題           | 發售日期           | ISBN                   | 發售日期       | ISBN                   |
| ---- | -------- | ------------------ | ------------------ | ---------------------- | -------------- | ---------------------- |
| 1    |          | 午睡王國的野心     | 2002年2月25日      | ISBN 978-4-8291-1410-0 | 2008年7月11日  | ISBN 978-986-6712-30-2 |
| 2    |          | 宿命的兩人三腳     | 2002年6月25日      | ISBN 978-4-8291-1439-1 | 2008年8月8日   | ISBN 978-986-6712-40-1 |
| 3    |          | 無情的睡眠妨礙     | 2003年5月25日      | ISBN 978-4-8291-1518-3 | 2008年10月2日  | ISBN 978-986-6712-44-9 |
| 4    |          | 肅清的宴會         | 2003年10月25日     | ISBN 978-4-8291-1564-0 | 2008年12月5日  | ISBN 978-986-6712-48-7 |
| 5    |          | 一時衝動的善後處理 | 2004年4月25日      | ISBN 978-4-8291-1606-7 | 2009年1月22日  | ISBN 978-986-6712-55-5 |
| 6    |          | 暗殺西昂的計畫     | 2004年8月25日      | ISBN 978-4-8291-1640-1 | 2009年5月3日   | ISBN 978-986-6712-68-5 |
| 7    |          | 失蹤的真相         | 2004年10月25日     | ISBN 978-4-8291-1661-6 | 2009年5月29日  | ISBN 978-986-6712-69-2 |
| 8    |          | 忘恩負義的失蹤者   | 2005年6月25日      | ISBN 978-4-8291-1729-3 | 2009年10月27日 | ISBN 978-986-6712-86-9 |
| 9    |          | 完美無缺的國王     | 2005年10月25日     | ISBN 978-4-8291-1768-2 | 2010年1月8日   | ISBN 978-986-6712-94-4 |
| 10   |          | 孤軍奮鬥的國王     | 2006年4月25日      | ISBN 978-4-8291-1817-7 | 2010年4月8日   | ISBN 978-986-6712-95-1 |
| 11   |          | 面目丕變的國王     | 2006年10月25日     | ISBN 978-4-8291-1870-2 | 2010年5月7日   | ISBN 978-986-6712-96-8 |

- 短篇第一部《總之就是傳說的勇者的傳說》

| 集數 | 日文標題 | 中文標題             | 富士見Fantasia文庫 | 富士見Fantasia文庫     | 奇幻基地      | 奇幻基地               |
| 集數 | 日文標題 | 中文標題             | 發售日期           | ISBN                   | 發售日期      | ISBN                   |
| ---- | -------- | -------------------- | ------------------ | ---------------------- | ------------- | ---------------------- |
| 1    |          | 脫力的英雄傳說       | 2002年12月25日     | ISBN 978-4-8291-1483-4 | 2011年6月5日  | ISBN 978-986-6275-33-3 |
| 2    |          | 無力的交叉拳擊       | 2003年6月25日      | ISBN 978-4-8291-1530-5 | 2011年7月3日  | ISBN 978-986-6275-42-5 |
| 3    |          | 充滿暴力的第一次接觸 | 2003年12月1日      | ISBN 978-4-8291-1576-3 | 2011年7月31日 | ISBN 978-986-6275-43-2 |
| 4    |          | 魔力大拍賣           | 2004年6月25日      | ISBN 978-4-8291-1625-8 | 2011年9月30日 | ISBN 978-986-6275-57-9 |
| 5    |          | 過熟的魅力           | 2004年12月25日     | ISBN 978-4-8291-1676-0 | 2011年11月4日 | ISBN 978-986-6275-58-6 |
| 6    |          | 卯足全力的舞會       | 2005年8月25日      | ISBN 978-4-8291-1746-0 | 2011年12月2日 | ISBN 978-986-6275-65-4 |
| 7    |          | 努力的時間限制       | 2006年3月1日       | ISBN 978-4-8291-1809-2 | 2012年3月29日 | ISBN 978-986-6275-74-6 |
| 8    |          | 權力的樂園           | 2006年8月25日      | ISBN 978-4-8291-1854-2 | 2012年4月29日 | ISBN 978-986-6275-75-3 |
| 9    |          | 全力脫離組織         | 2007年1月1日       | ISBN 978-4-8291-1890-0 | 2012年6月3日  | ISBN 978-986-6275-76-0 |
| 10   |          | 能量下載             | 2007年3月25日      | ISBN 978-4-8291-1913-6 | 2012年9月1日  | ISBN 978-986-6275-92-0 |
| 11   |          | 滯留的意識力量       | 2007年6月25日      | ISBN 978-4-8291-1939-6 | 2012年9月29日 | ISBN 978-986-6275-93-7 |

- 長篇第二部《大傳說的勇者的傳說》

| 集數 | 日文標題 | 中文標題           | 富士見Fantasia文庫 | 富士見Fantasia文庫     |
| 集數 | 日文標題 | 中文標題           | 發售日期           | ISBN                   |
| ---- | -------- | ------------------ | ------------------ | ---------------------- |
| 1    |          | 前途未卜的大逃亡   | 2007年10月25日     | ISBN 978-4-8291-1966-2 |
| 2    |          | 明日未卜的大合戰   | 2007年11月25日     | ISBN 978-4-8291-1981-5 |
| 3    |          | 青色吐息的大計劃   | 2008年5月25日      | ISBN 978-4-8291-3292-0 |
| 4    |          | 虛虛實實的大迷幻   | 2008年9月25日      | ISBN 978-4-8291-3327-9 |
| 5    |          | 惡魔王降臨         | 2009年2月25日      | ISBN 978-4-8291-3376-7 |
| 6    |          | 墜落戰場的α        | 2009年8月25日      | ISBN 978-4-8291-3429-0 |
| 7    |          | 初戀與死神         | 2010年1月25日      | ISBN 978-4-8291-3479-5 |
| 8    |          | 崩壞魔術師的未來   | 2010年6月25日      | ISBN 978-4-8291-3530-3 |
| 9    |          | 落後者的垂死掙扎   | 2010年12月18日     | ISBN 978-4-8291-3594-5 |
| 10   |          | 英雄與惡魔         | 2011年5月20日      | ISBN 978-4-8291-3638-6 |
| 11   |          | 人類總代表         | 2012年2月18日      | ISBN 978-4-8291-3727-7 |
| 12   |          | 遲來的魔眼之王     | 2012年9月25日      | ISBN 978-4-8291-3799-4 |
| 13   |          | 午睡與團子與國王   | 2013年2月25日      | ISBN 978-4-8291-3857-1 |
| 14   |          | 劍之一族的告白     | 2013年10月19日     | ISBN 978-4-0471-2914-6 |
| 15   |          | 關於惡魔的愛情模式 | 2014年5月20日      | ISBN 978-4-0407-0190-5 |
| 16   |          | 午睡男的結婚       | 2015年9月19日      | ISBN 978-4-0407-0357-2 |
| 17   |          | 餃子女孩給出的答案 | 2017年10月20日     | ISBN 978-4-04-070768-6 |

- 短篇第二部《真傳勇傳·革命篇 墮落闇黑勇者的傳說》

| 集數 | 富士見Fantasia文庫 | 富士見Fantasia文庫     |
| 集數 | 發售日期           | ISBN                   |
| ---- | ------------------ | ---------------------- |
| 1    | 2007年12月25日     | ISBN 978-4-8291-1989-1 |
| 2    | 2008年3月25日      | ISBN 978-4-8291-3271-5 |
| 3    | 2008年12月25日     | ISBN 978-4-8291-3360-6 |
| 4    | 2009年4月25日      | ISBN 978-4-8291-3393-4 |
| 5    | 2009年10月25日     | ISBN 978-4-8291-3452-8 |
| 6    | 2010年9月18日      | ISBN 978-4-8291-3563-1 |
| 7    | 2012年6月20日      | ISBN 978-4-8291-3766-6 |
| 8    | 2013年8月20日      | ISBN 978-4-8291-3922-6 |

## 漫畫
傳說的勇者的傳說 全9巻
繪者：長蔵ヒロコ
與小說《傳說的勇者的傳說》同名的漫畫。
1. 第1巻　2009年3月9日初版発行、ISBN 978-4-04-712594-0
2. 第2巻　2009年7月9日初版発行、ISBN 978-4-04-712616-9
3. 第3巻　2009年11月9日初版発行、ISBN 978-4-04-712636-7
4. 第4巻　2010年7月9日初版発行、ISBN 978-4-04-712675-6
5. 第5巻　2010年10月9日初版発行、ISBN 978-4-04-712690-9
6. 第6巻　2011年1月8日初版発行、ISBN 978-4-04-712708-1
7. 第7巻　2011年6月9日初版発行、ISBN 978-4-04-712731-9
8. 第8巻　2012年2月8日初版発行、ISBN 978-4-04-712778-4
9. 第9巻　2012年6月7日初版発行、ISBN 978-4-04-712804-0

四格的傳說的勇者的傳說 全1巻
繪者：豐田瑣織
與小說本篇無關的四格漫畫。
1. 2009年2月9日初版發行、ISBN 978-4-04-712592-6

真傳勇傳．革命篇 墮落．闇黑勇者的傳說
繪者：ほづみりや
與小說《真傳勇傳．革命篇 墮落．闇黑勇者的傳說》同名的漫畫。
學園傳勇傳
繪者：S.濃すぎ
與小說本篇毫無關係，故事發生在名為「洛兰德學園」的高中，講述腳色們的日常生活，為「學園漫畫」。
傳說的勇者的傳說Revision
繪者：矢町大成

## 電視动画
2010年7月开始在东京电视台播放，全24集。

### 工作人员
- 原作：鏡貴也
- 人物原案：豐田瑣織
- 監督：川崎逸朗
- 系列構成：吉村清子
- 人物设计：島澤範子
- 物品设计：青木智由紀
- 作品設計：岩永悦宜
- 美術監督：東潤一
- 色彩設計：川上善美
- 攝影指導：口羽毅
- ：平木大輔
- 音響監督：岩浪美和
- 音樂：仲村美悠
- 制片人：立崎孝史、Jeong Hyun ah、加藤正純、有永真仁、伊藤善之、川崎智子
- 动画制作：ZEXCS
- 製作：傳勇傳製作委員会（T.O Entertainment、SK INDEPENDENCE、Media Factory、Lantis）

### 主題曲
片頭曲
1. （第1話 - 第12話）
作詞：畑亜貴，作曲、編曲：虹音，歌：結城愛良
2. 「Last Inferno」（第13話 - 第24話 ）
作詞：Ceui，作曲：小高光太郎 & Ceui，編曲：小高光太郎，歌：Ceui

片尾曲
1. 「Truth Of My Destiny」（第1話 - 第12話）
作詞：Ceui，作曲：小高光太郎 & Ceui，編曲：小高光太郎，歌：Ceui
2. （第13話 - 第24話）
作詞：riya，作曲、編曲：菊地創，歌：高垣彩陽

插入曲
1. 「Energy」（第23話）
作詞：Ceui，作曲：小高光太郎 & Ceui，編曲：小高光太郎，歌：Ceui

### 各話標題
| 話数  | 日文标题 | 中文标题                    | 劇本              | 分鏡              | 演出              | 作画監督                     | 總作画監督 |
| ----- | -------- | --------------------------- | ----------------- | ----------------- | ----------------- | ---------------------------- | ---------- |
| #01   |          | 午睡王国的野心              | 吉村清子          | 川崎逸朗          | 川崎逸朗 高柳佳幸 | 清水博明 臼田美夫            | 臼田美夫   |
| #02   |          | 英雄和瞌睡男                | 川崎逸朗          | 川崎逸朗          | 渡部穩寬          | 織岐一寬 北條直明            | 櫻井正明   |
| #03   |          | 複寫眼（Alpha･stigma）      | 川崎逸朗          | 川崎逸朗          | 奧野耕太          | 門智昭                       | 臼田美夫   |
| #04   |          | 萊納・報告書                | 吉村清子          | 高柳佳幸          | 高柳佳幸          | 仁井學 吉井弘幸              | 谷津美彌子 |
| #05   |          | 開始甦醒的世界              | 吉村清子          | 川崎逸朗 渡部穏寬 | 高林久弥          | 安本学 鷲田敏彌              | 櫻井正明   |
| #06   |          | 潛伏在暗處的人              | 山田由香          | 川崎逸朗          | 比嘉靜男          | 堤将生                       | 臼田美夫   |
| #07   |          | 不放開那隻手                | 大和慶一郎        | 大和慶一郎        |                   | 中野典克 村上真紀 清水博明   | 中野典克   |
| #08   |          | 艾斯塔布爾政變              | 根元歳三          | 高林久弥          | 岡辰也            | 烏宏明 中本尚                | 小林利充   |
| #09   |          | 忘却的残片（Rule･fragment） |                   | 川崎逸朗          | 清水一伸          | 門智昭                       | 谷津美弥子 |
| #10   |          | 黄昏                        | 吉村清子          | 川崎逸朗          | 渡部穏寬          | 織岐一寬 安本学              | 櫻井正明   |
| #11   |          | 恶魔之子                    | 大和慶一郎        | 高柳佳幸          | 吉田俊司          | 清水博明                     | 臼田美夫   |
| #12   |          | 大扫除的宴会                | 根元歳三          | 高林久弥          | 高林久弥          | 奥野浩行 山本佐和子          | 小林利充   |
| #13   |          | 北方勇者王                  |                   |                   |                   | 阿部智之                     | 谷津美弥子 |
| #14   |          | 谁都不会失去任何东西的世界  | 山田由香          | 高本宣弘          | 岡辰也            | 岩本貴玲                     | 櫻井正明   |
| #15   |          | きる・ざ・きんぐ            | 吉村清子          | 川崎逸朗          | 池畠博史          | 八尋裕子                     | 臼田美夫   |
| #15.5 |          | 伊莉絲・報告                | 川崎逸朗 （構成） | 川崎逸朗          | 川崎逸朗          | 中野典克                     | 中野典克   |
| #16   |          | 不会微笑的女神              | 大知慶一郎        | 川崎逸朗 渡部穏寬 | 徐惠真            | 烏宏明                       | 小林利充   |
| #17   |          | 歼灭眼                      | 根本歳三          | 高柳佳幸          | 藤本次朗          |                              | 櫻井正明   |
| #18   |          | 被诅咒之眼                  | 山田由香          |                   |                   | 吉井弘幸                     | 谷津美弥子 |
| #19   |          | 行踪不明的忘恩负义之徒      |                   | 高林久弥          | 渡部穏寬          | 織岐一寬 中本尚 村司晃英     | 小林利充   |
| #20   |          | 未被绝望埋葬的心            | 吉村清子          | 高柳佳幸          | 山崎正和          | 宮井加奈 若野哲也 岩本貴玲   | 小林利充   |
| #21   |          | 洛兰德的黑暗                | 根元歳三          |                   |                   | 中野典克                     | 中野典克   |
| #22   |          | 名为α的野兽                 | 大知慶一郎        | 川崎逸朗          | 岡辰也            | 烏宏明 山本善哉 安本学       | 小林利充   |
| #23   |          | 最后一日                    | 吉村清子          | 川崎逸朗          | 川崎逸朗 高柳佳幸 | 清水博明                     | 臼田美夫   |
| #24   |          | 久遠之日的約定              | 吉村清子          | 川崎逸朗          | 川崎逸朗 高柳佳幸 | 中野典克 谷津美弥子 小林利充 | 島澤範子   |

### 播放电视台
| 播放地區   | 播放電視台 | 播放日期                 | 播放時間（UTC+9）                     | 所屬電視網 |
| ---------- | ---------- | ------------------------ | ------------------------------------- | ---------- |
| 關東廣域圈 | 東京電視台 | 2010年7月1日 - 12月16日  | 星期四 26時15分 - 26時45分            | 東京電視網 |
| 大阪府     | 大阪電視台 | 2010年7月2日 - 12月17日  | 星期五 27時05分 - 27時35分            | 東京電視網 |
| 愛知縣     | 愛知電視台 | 2010年7月7日 - 12月22日  | 星期三 26時58分 - 27時28分            | 東京電視網 |
| 日本全國   | AT-X       | 2010年7月12日 - 12月27日 | 星期一 08時30分 - 09時00分 （有重播） | CS放送     |
| 滋賀縣     | 琵琶湖放送 | 2010年10月4日 -          | 星期一 25時50分 - 26時20分            | 独立UHF局  |
| 韓国全域   | KBS1       | 2011年3月19日 -          | 星期六 13時30分 - 14時00分            |            |

| 日本 東京電視台 星期四 26:15 - 26:45 節目              | 日本 東京電視台 星期四 26:15 - 26:45 節目 | 日本 東京電視台 星期四 26:15 - 26:45 節目 |
| ------------------------------------------------------ | ----------------------------------------- | ----------------------------------------- |
|                                                        | 傳說的勇者的傳說                          |                                           |
| OH! Mikey ※26:15 - 26:20信蜂 （再播放） ※26:20 - 26:45 | 世紀末超自然學院（再播放）                |                                           |

## 遊戲
遊戲名稱伝説の勇者の伝説 -Legendary Saga-
遊戲平台PSP
製作廠商角川書店
發售日2010.2.18
售價6090日圓

## 備註
1. ↑  《總之就是．傳說的勇者的傳說》第四卷
2. ↑  這い神
3. ↑  第1回・第2回は26時00分 - 26時30分、第3回は26時15分 -26時45分。

## 外部連結
- （日語） 官方網站
- （日語） 電視動畫官方網站 （页面存档备份，存于）
- （日語） PSP遊戲官方網站